# Tetragnatha anuenue
Tetragnatha anuenue är en spindelart som beskrevs av Gillespie 2002. Tetragnatha anuenue ingår i släktet sträckkäkspindlar, och familjen käkspindlar. Inga underarter finns listade i Catalogue of Life.